# Universidad Estatal de Jackson
La Universidad Estatal de Jackson (Jackson State University, JSU) es una universidad pública estadounidense, históricamente dirigida a la formación de la población negra, en Jackson, Misisipi. La universidad es una de las mayores HBCU en los Estados Unidos y la cuarta universidad más grande en el estado de Misisipi. Miembro de Thurgood Marshall College Fund, está clasificada como universidad de investigación.
La Universidad Estatal de Jackson tiene varios equipos deportivos, como los Jackson State Tigers, que participan en la División I de la NCAA como miembro del Southwestern Athletic Conference (SWAC). La universidad es también sede de la Sonic Boom of the South, una banda de música fundada en la década de 1940.

## Historia
La Universidad Estatal de Jackson tuvo un primer antecedente en el Seminario Natchez, fundado el 23 de octubre de 1877 en Natchez, Misisipi. El seminario operaba bajo los auspicios de la Iglesia baptista (American Baptist Home Mission Society of New York). En 1883, la escuela cambió su nombre a Jackson College y se trasladó de Natchez a un campus en Jackson, hoy el campus de Millsaps College. La Iglesia baptista retiró su apoyo financiero en 1934, y la escuela se convirtió en una institución estatal en 1940, con el nombre de Mississippi Negro Training School. El nombre se cambió nuevamente a Jackson College for Negro Teachers, en 1944. Dos décadas después, en 1967 se denominaba Jackson State College; y por fin en 1974 adoptó el nombre actual Jackson State University (JSU).
El 14 de mayo de 1970, dos estudiantes fueron asesinados por disparos de la policía durante una protesta universitaria. Otros 12 estudiantes resultaron heridos durante el tiroteo. Un dormitorio todavía mantiene las marcas de bala disparadas en la escuela ese día.

## Campus

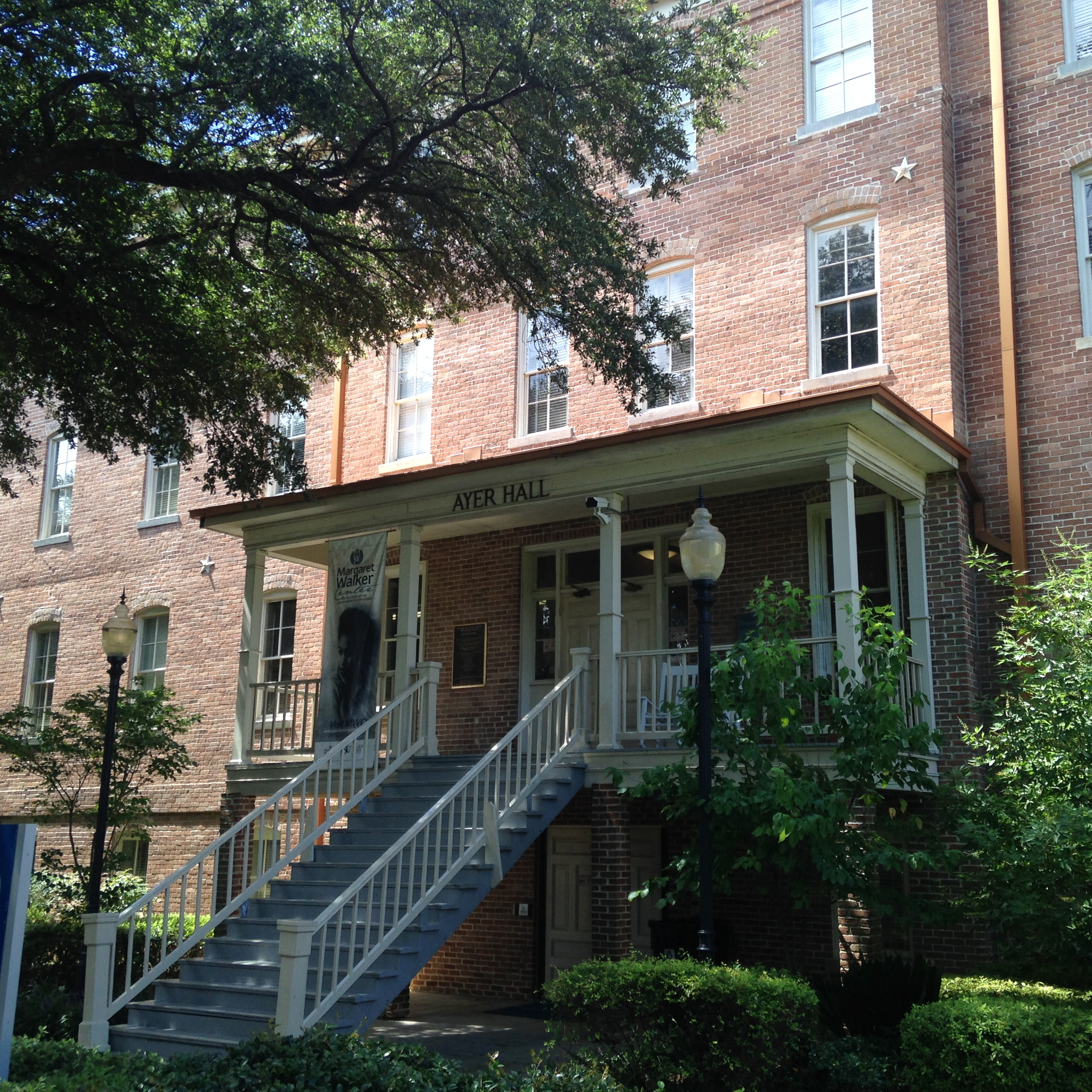
Ayer Hall en el campus principal

El campus principal contiene más de 50 edificios académicos y administrativos en 1 km². Está situado en el número 1400 de la calle John R. Lynch.
Ayer Hall fue construido en 1903 y es la estructura más antigua en el campus principal. Fue nombrado en honor del primer presidente de la institución, Charles Ayer. El edificio fue inscrito en el Registro Nacional de Lugares Históricos en 1977.
Jackson ha Estado satélite planteles de todo el Jackson Metropolitana de área:
- Universidades del Centro (Ridgewood Road)
- Madison campus
- Holmes campus
- Mississippi E-Center
- Centro (100 Capitol Street)

## Organización y administración

### Gobierno
La Junta directiva es el constitucional consejo de administración de la Estatal de Mississippi Instituciones de educación Superior. Este cuerpo que nombra al Presidente de la universidad. Hay 575 profesores y 1,431 personal, de los cuales el 54% son de titularidad, la enseñanza de aproximadamente 11.000 estudiantes de pregrado y posgrado.

### JSU presidentes
1877-1894: Dr. Charles Ayer
1894-1911: Dr. Luther G. Barrett
1911-1927: Dr. Zachary T. Hubert
1927-1940: Dr. B. Baldwin Dansby
1940-1967: Dr. Jacob L. Reddix
1967-1984: Dr. Juan A. De Los Pueblos, Jr.
1984-1991: El Dr. James A. Hefner
1991-1992: Dr. Herman B. Smith, Jr. (interino)
1992-1999: El Dr. James E. Lyons Sr.
1999-2000: Dr. Bettye Barrio Fletcher (interino)
2000-2010: Dr. Ronald Mason, Jr.
2010: el Dr. Leslie Nudosa McLemore (interino)
2011-2016: Dr. Carolyn W. Meyers
2016-2017: el Dr. Rod Paige (interino)
2017-2020: Dr. William B. Bynum
2020-: Thomas Hudson ("presidente interino")

## Académicos
JSU colegios y escuelas incluyen:
- Escuela de Negocios
- Facultad de Educación y Desarrollo Humano
- Colegio de Artes
- Servicios Públicos
- Escuela de Salud Pública
- Centro de Ciencia, Ingeniería y Tecnología
- Escuela de Periodismo y Estudios de Medios de comunicación
- W. E. B. Du Bois – Centro María Luisa Álvarez Harvey
- Escuela de la Vida el Aprendizaje a lo Largo

### Enseñanza y aprendizaje
En 2015, JSU se convirtió en la primera universidad en el estado de Misisipi aprobado por la legislatura para establecer una Escuela de Salud Pública. JSU es la única universidad en el estado de Misisipi para ganar dos torneos consecutivos "Apple Escuela Distinguida de" distinciones. Apple Inc. cada dos años, reconoce a las escuelas que únicamente incorporar la tecnología en su plan de estudios. Desde 2012, la Universidad Estatal de Jackson ha proporcionado todo el primer tiempo, a tiempo completo de los estudiantes de primer año de la marca nuevos iPads para aumentar el uso de la tecnología en el campus. JSU es el primer y único HBCU en Misisipi para apoyar una licenciatura y la maestría de ingeniería programa. JSU es uno de sólo dos universidades en el estado de Misisipi, con un amplio meteorología nivel de pregrado programa de grado. Diversos Problemas en la Educación Superior clasificado JSU como entre las mejores universidades en los Estados unidos para la producción de los afroamericanos con una licenciatura en educación, la biología, la física y la ciencia. La Universidad Estatal de Jackson se sitúa en el top 20 de HBCUs en los EE. UU. de acuerdo a las Noticias ESTADOUNIDENSES & Informe Mundial anual de HBCU ranking. El W. E. B. Du Bois – María Luisa Álvarez Harvey Honors College es un selectivo interdisciplinario de la universidad en la universidad que ofrece una única experiencia académica para el más alto rendimiento de los estudiantes de pregrado.

### Escuela Militar
Tigre Batallón, de la Universidad del Ejército ROTC programa es el host de la US Army ROTC programa para Belhaven College, de la Universidad Estatal Delta, Hinds Community College, Millsaps College, la Universidad de Misisipi, Mississippi College en la Escuela de Derecho, Mississippi Valley State University, de Tougaloo la Universidad, y la Universidad de Mississippi Medical Center de la Escuela de Enfermería. La Fuerza aérea de Desprendimiento 006 es el ROTC de la Fuerza Aérea de los Componentes para el Jackson área metropolitana. Alojado en la universidad Estatal de Jackson, que también sirve a los estudiantes de Belhaven de la Universidad, Millsaps College, la Universidad de Misisipi y de Tougaloo la Universidad.

## Deporte
Equipos deportivos son un miembro de la División I Campeonato de Fútbol de la Subdivisión (FCS), anteriormente conocida como la División I-AA, participando en el Suroeste de la Conferencia Atlética. Actualmente, la universidad de los campos de los equipos en los hombres y mujeres de baloncesto, béisbol, softball, golf, tenis, fútbol y bowling; de voleibol femenino; y los hombres de fútbol. La universidad de la mascota es el Tigre, y los equipos se refiere a veces como el "Azul Bengals."

Oficial de atletismo logotipo

El Tigre de los hombres del equipo de fútbol tiene un anunciada de la historia, ganar y compartir 16 SWAC títulos, el más reciente en 2007. Su más famosa de egresados incluye Pro Football Hall de la Fama Lem Barney, Jackie Slater y Walter Payton, y el ex Jaguares de Jacksonville gran receptor de Jimmy Smith.
JSU participa en un notable número de juegos de fútbol con el rival de los colegios. Estos incluyen:
- Southern Heritage Classic - juega en contra de la Universidad Estatal de Tennessee, en Memphis, TN, en el Liberty Bowl
- Jackson Estado–Universidad del Sur de rivalidad - jugado en la rotación de la casa-y-casa de horario
- Alma Bowl (antes Ciudad Capital Clásico) - juega en contra de Alcorn State University en la rotación de la casa-y-casa de horario

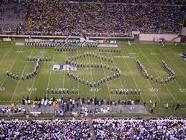
El Sonic Boom of the South en el descanso en Veterans Memorial Stadium

### Sonic Boom of the South
La banda comenzó en la década de 1940 en lo que entonces era de Jackson State College, bajo la dirección de Federico D. Hall, quien había dirigido una banda en la universidad desde la década de 1920, además del coro y la orquesta. Fue compuesta inicialmente por los estudiantes de Jackson de la Universidad y Lanier High School. Fundada como la Universidad Estatal de Jackson de la Banda, el nombre de "Sonic Boom " del Sur" fue adoptado por la escuela en 1971, después de haber sido sugeridas por los miembros de la banda. El primer tiempo completo director de la banda, William W. Davis, fue nombrado en el año 1948, en sustitución de Charles Saulsburg, que había sido director desde el año 1947. Davis había jugado previamente trompeta en Cab Calloway's de la banda, y Calloway el estilo musical y el espectáculo de las influenciado Davis conceptualización de la banda de música. La banda en ese momento había alrededor de 20 miembros, aumentando a 88 en 1963. Davis se retiró como director en 1971, pero seguía siendo el jefe el arreglista de la banda. Fue reemplazado por Harold J. Haughton. Haughton fue instrumental en la creación de la <i id="mw7Q">Rampante J-Settes</i>, la banda que acompaña a danceline. El actual Director de la Banda de Marcha es Roderick Poco.

## La vida de estudiante

### Cuerpo estudiantil
En otoño de 2017, el 75% de los alumnos de Jackson eran de Misisipi, con la mayoría de Ciervas del Condado y el Condado de Madison. Los tres primeros alimentador fueron los estados de Illinois (419 estudiantes), Louisiana (227) y Tennessee (192). China representaron el mayor número de estudiantes internacionales en el campus. El 90% de los estudiantes identificados como negros, 6% identificó como blanco, y el 4% identificado con carreras diferentes categorías. El 34% de los estudiantes eran hombres y el 66% de los estudiantes eran mujeres.

### Organizaciones estudiantiles
Jackson State University offers over 100 registered student organizations.  There are academic, residential, religious, Greek, and special interest groups established to serve the diverse interests of JSU's student community. All student organizations are governed under the Student Affairs division.
- Jackson State University's National Pan Hellenic Council (NPHC) includes all nine NPHC organizations:
  - Gamma Rho, Alpha Kappa Alpha sorority
  - Delta Pi, Delta Sigma Theta sorority
  - Upsilon Epsilon, Omega Psi Phi fraternity
  - Delta Phi, Alpha Phi Alpha fraternity
  - Delta Delta, Kappa Alpha Psi fraternity
  - Alpha Beta, Phi Beta Sigma fraternity
  - Lambda Beta, Zeta Phi Beta sorority
  - Alpha Tau, Sigma Gamma Rho sorority
  - Delta Psi, Iota Phi Theta fraternity
- Academic honor societies
  - Alpha Lambda Delta National Honor Society
  - Alpha Phi Sigma
  - Alpha Psi Omega National Theatre Honor Society
  - American Chemical Society
  - Association for Computing Machinery
  - ATMAE
  - Chi Alpha Sigma
  - Elementary & Early Childhood Education Club (EECE)
  - Golden Key International Honor Society
  - HEALTH CLUB
  - HPER Club
  - Institute of Electrical and Electronics Engineers Student Branch of JSU (IEEE)
  - JSUSEA
  - Lambda Pi Eta
  - Lambda Sigma Honor Society
  - National Society of Black Engineers
  - National Organization for the Professional Advancement of Black Chemists and Chemical Engineers (NOBCChE)
  - Phi Alpha
  - Pi Sigma Alpha Nu Mega Chapter
  - Political Science Club of Jackson State University
  - Psychology Club @ Work
  - Reading for Stripes-Honors College Book Club
  - Society of Women Engineers
  - Tau Sigma National Honor Society
  - The National Society of Collegiate Scholars
  - University College Ambassadors
  - W.E. B. DuBois Honors Council
- Residential
- Religious
- Special Interest

### JSU campus de medios de comunicación
Desde Jackson State emite la estación de radio WJSU-88.5 FM, que reproduce jazz, gospel, noticias y programación de asuntos públicos. La estación de televisión W23BC es conocida como JSUTV y se transmite por Comcast. El periódico estudiantil semanal independiente se llama Blue and White Flash y la revista Jacksonian presenta noticias y aspectos destacados sobre la universidad.

## Antiguos alumnos

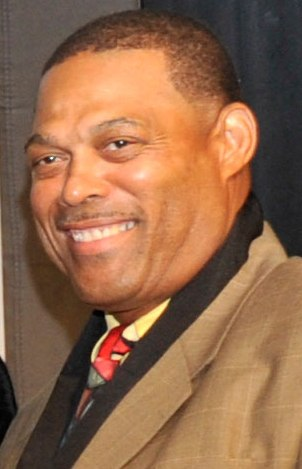
Robert BrazileFútbol americano jugador, 7-tiempo de Pro Bowl
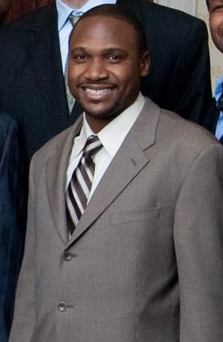
Lindsey HunterBaloncesto jugador, 2-tiempo de la NBA Champion
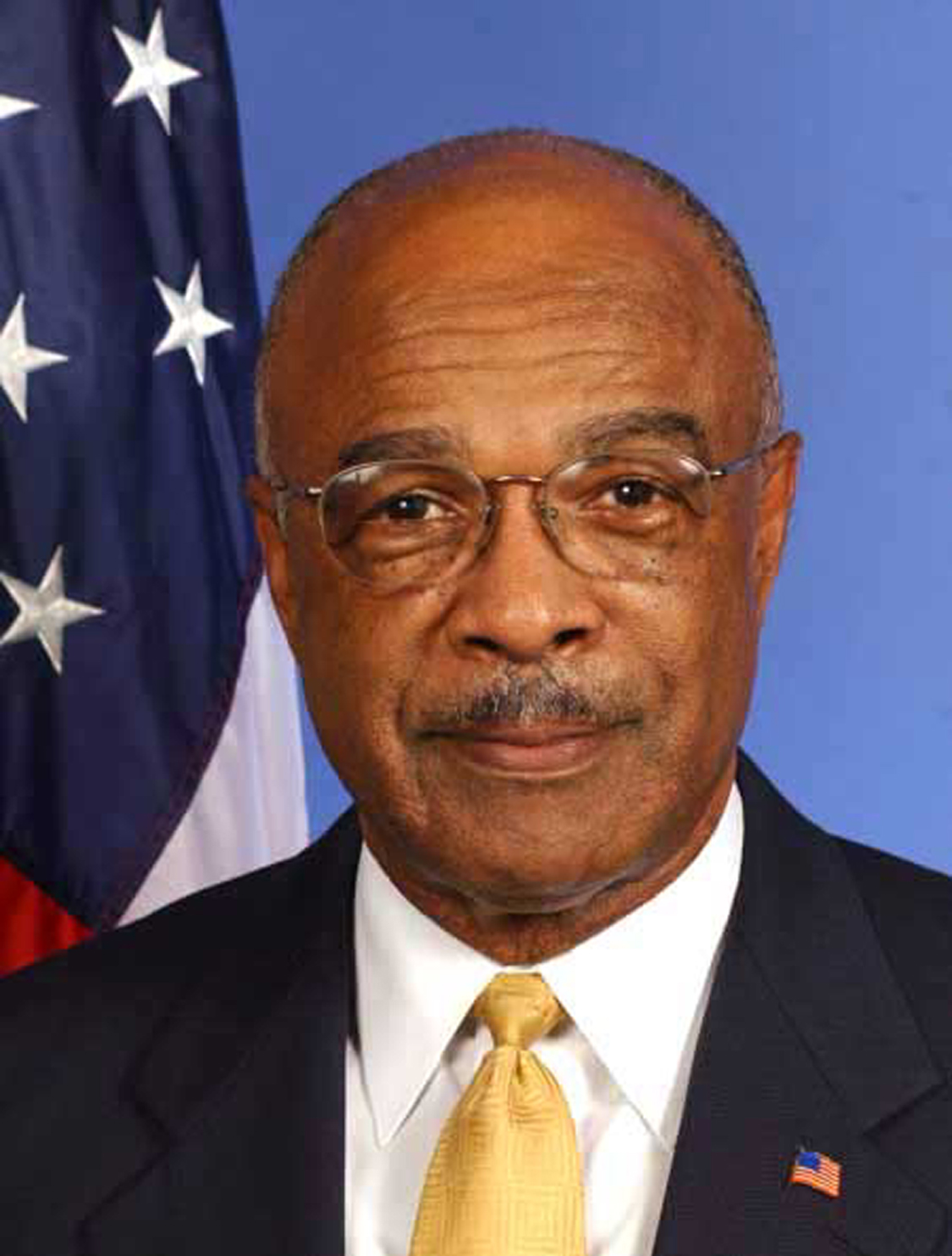
Rod PaigeUnited States Secretary of Education, 2001-2005
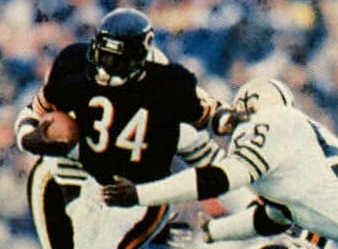
Walter PaytonAmerican football jugador, 9-tiempo de Pro Bowler, Pro Football Hall of Fame
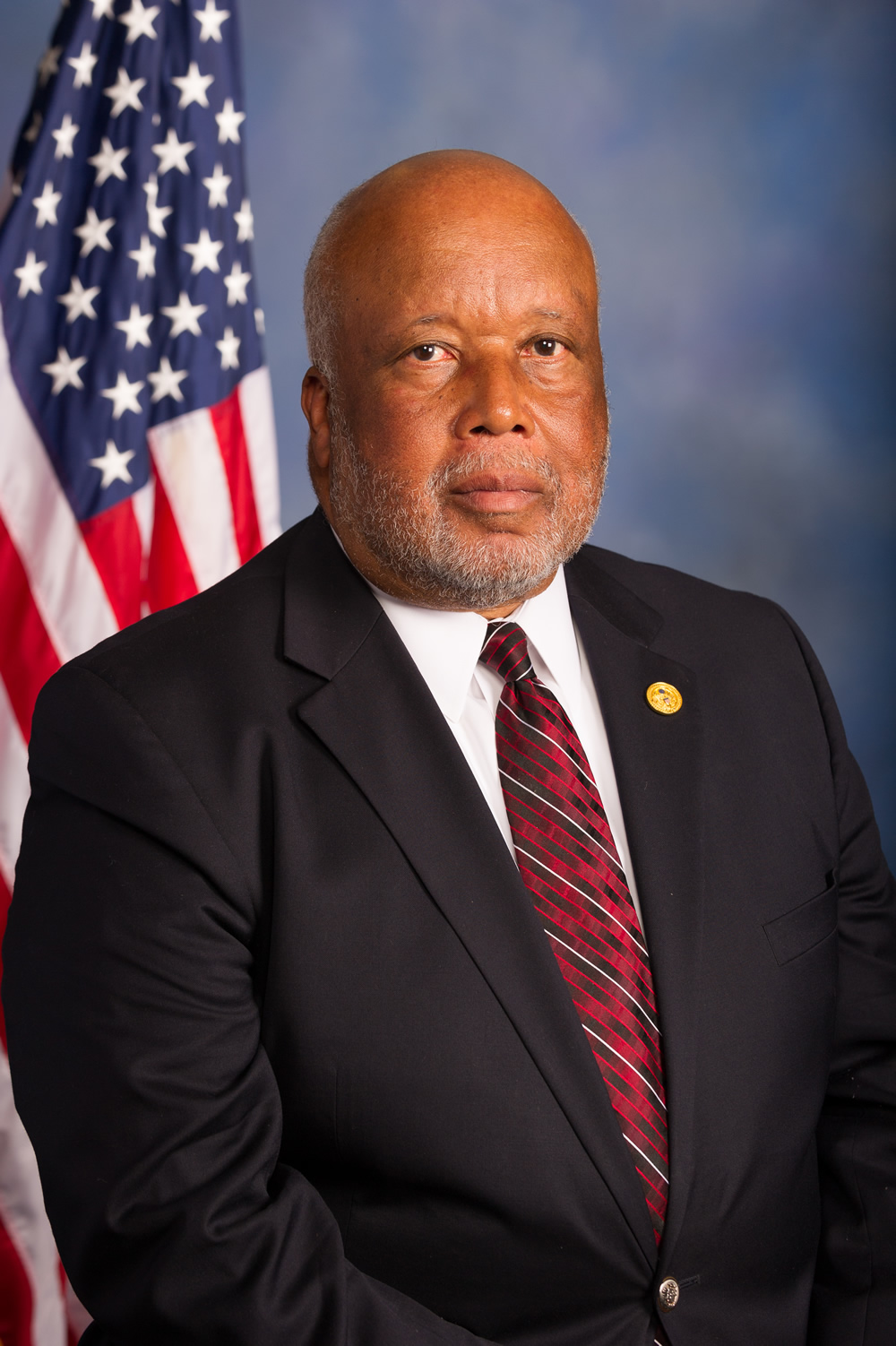
Bennie ThompsonMiembro de la United States House of Representatives, 1993–presente
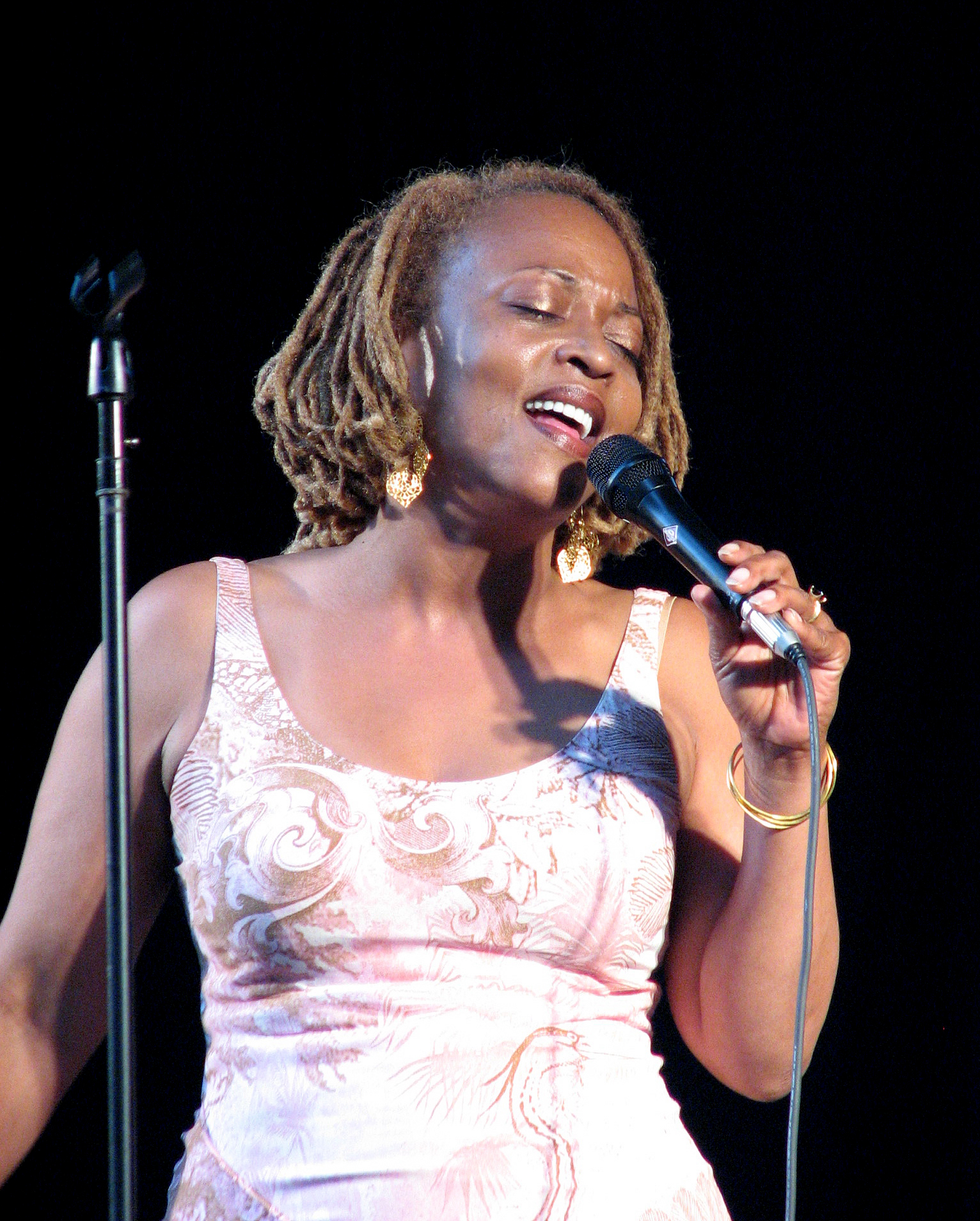
Cassandra WilsonLa cantante, de 2 de tiempo Grammy Award ganador